# Coron (Palawan)
Coron ist eine philippinische Stadtgemeinde in der Provinz Palawan. Sie hat 51.803 Einwohner (Stand: 1. August 2015).
Die Stadtgemeinde Coron besteht aus einem Teil der Insel Busuanga und der gesamten nahe gelegenen Insel Coron. Beide Inseln gehören zu den Calamian-Inseln im Norden der Provinz Palawan.
Die wichtigsten Wirtschaftszweige in Coron sind Fischerei und Tourismus. Insbesondere sehr gute Tauchmöglichkeiten sind förderlich für den Tourismus. Beliebte Ziele sind die Wracks von japanischen Schiffen aus dem Zweiten Weltkrieg z. B. nach dem am 24. September 1944 durch die Fast Carrier Task Force 38 versenkten Flugboot-Tender Akitsushima.
In der Gemeinde befindet sich ein Campus der Palawan State University.

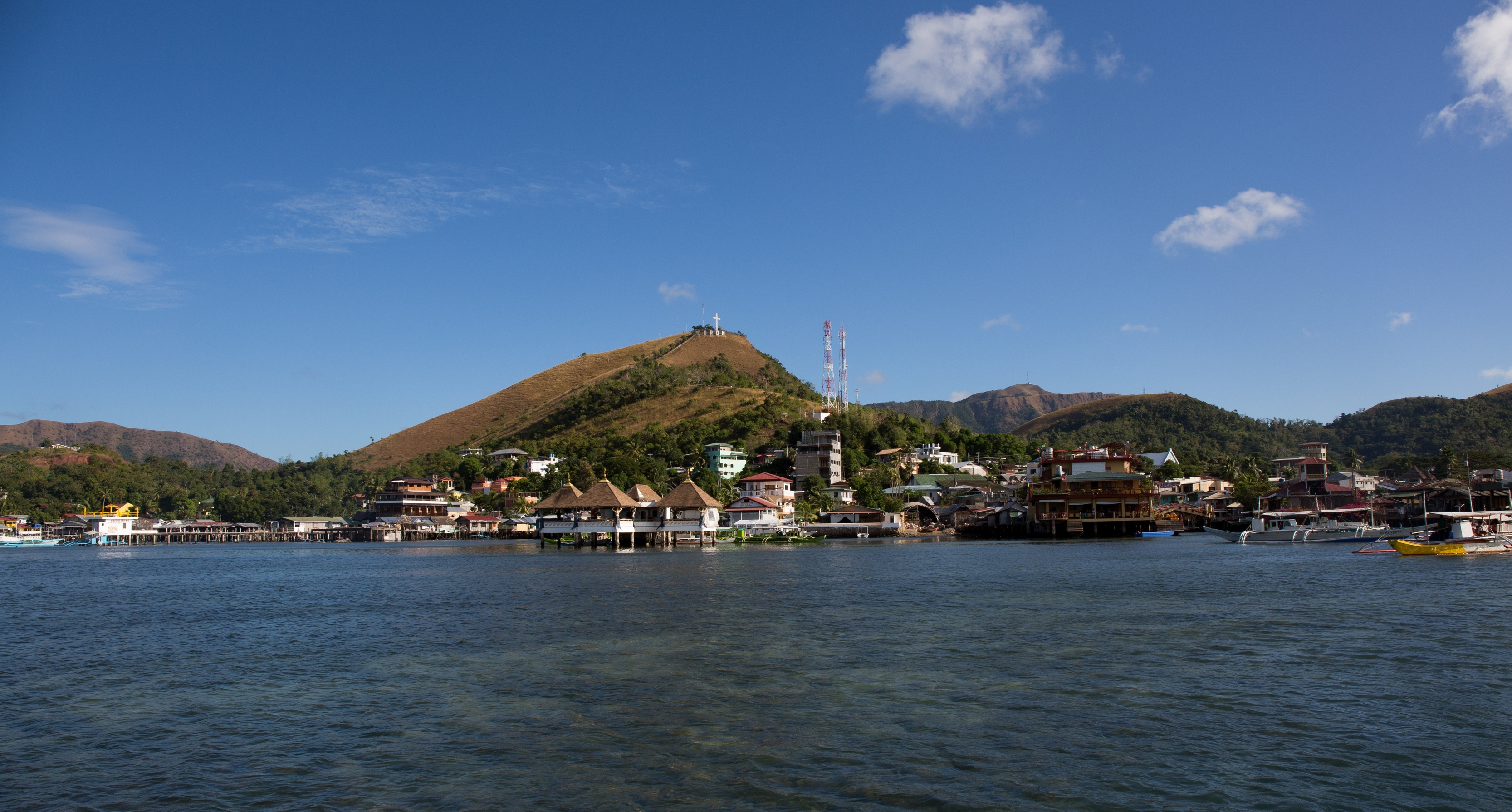
Coron Stadt vom Meer aus gesehen

## Baranggays
Coron ist politisch in 23 Baranggays unterteilt.
- Banuang Daan
- Bintuan
- Borac
- Buenavista
- Bulalacao
- Cabugao
- Decabobo
- Decalachao
- Guadalupe (alias Binalabag)
- Lajala
- Malawig
- Marcilla
- Barangay I (Pob.)
- Barangay II (Pob.)
- Barangay III (Pob.)
- Barangay IV (Pob.)
- Barangay V (Pob.)
- San Jose
- San Nicolas
- Salvacion
- Tagumpay
- Tara
- Turda
- Barangay VI (Pob.)

Banuang Daan und Cabugao liegen auf der Insel Coron, alle übrigen auf der Insel Busuanga.